# Kantoku banzai!
Kantoku banzai! (監督·ばんざい!? lett. "Lunga vita al regista!"), noto anche col titolo internazionale Glory to the Filmmaker!, è un film del 2007 diretto da Takeshi Kitano.
È stato presentato fuori concorso alla 64ª Mostra internazionale d'arte cinematografica di Venezia.

## Trama
Un regista vorrebbe realizzare un film che abbia un successo planetario. Per farlo, cercherà di realizzare un'opera che racchiuda, in un unico film, ogni genere cinematografico esistente: dall'horror al romanticismo, dalla tragedia alla commedia più demenziale per sfociare poi perfino nella fantascienza. Il tutto in un'unica pellicola.